# Сексуално пристрастяване
Сексуалното пристрастяване според част от психолозите и лекарите е една от формите на психологическо пристрастяване. Медицинската общност не е единодушна доколко то наистина съществува.
Добър начин за разбиране поведението на сексуално зависимите е да се направи сравнение със зависимите от алкохол и наркотици. За сексуално пристрастения сексът е това, което е алкохолът за един алкохолик. Сексуално пристрастеният загубва контрол върху действията си щом се включи нагонът за сексуално задоволяване.
Подобно на алкохолиците, целият живот на сексуално пристрастените се управлява от постоянното желание за връзка с търсен обект за задоволяване. По време на нормални ежедневни дейности тези хора биват постоянно обхващани от мисли за полови сношения, сексуални фантазии, търсене на начини за сексуално задоволяване.
Според Шнайдер съществуват три показателя за сексуалното пристрастяване: натрапчива идея, продължаване на действията въпреки евентуалните последици, обсебване.
- Натрапчива идея: Това е загубването на способността за свободен избор между спиране или продължаване на определен тип поведение. Сексуално зависимите често осъзнават, че това, което правят, е неправилно. Въпреки това, те продължават да го правят. Те не могат да се възпират от някои свои действия, свързани по един или друг начин със сексуалното задоволяване.

- Продължаване на действията въпреки евентуалните последици: Когато действията на сексуално-пристрастения се разпрострат по-надалеч, това може да доведе до отрицателни последици в техния живот. В началото това може да бъде избягване от семейни задължения и търсене на сексуално задоволяване извън семейството. Възможно е изоставянето на грижите по отглеждане на децата или разделяне с партньора.

Сексуално пристрастеният би рискувал пари, брак, семейство, работа в търсене на своето сексуално задоволяване. Въпреки всички рискове и неудобства той (или тя) биха продължили действията си свързани със собственото си сексуално задоволяване.
- Обсебване. Обсебването се получава когато хората не могат да спрат да мислят за нещо. Сексуално обсебеният би могъл да прекара по цели дни погълнат единствено от мисли за секс. Тъй като обсебените продължават да пренатоварват мислите си с обекта на фантазиите си, други области от ежедневието им биват напълно пренебрегвани.